# Бергін
Бергін (рум. Berghin) — село у повіті Алба в Румунії. Адміністративний центр комуни Бергін.
Село розташоване на відстані 259 км на північний захід від Бухареста, 12 км на схід від Алба-Юлії, 78 км на південь від Клуж-Напоки.

## Населення
За даними перепису населення 2002 року у селі проживали 743 особи.
Національний склад населення села:
| Національність | Кількість осіб | Відсоток |
| -------------- | -------------- | -------- |
| румуни         | 618            | 83,2%    |
| цигани         | 83             | 11,2%    |
| німці          | 34             | 4,6%     |
| угорці         | 8              | 1,1%     |

Рідною мовою назвали:
| Мова      | Кількість осіб | Відсоток |
| --------- | -------------- | -------- |
| румунська | 677            | 91,1%    |
| німецька  | 32             | 4,3%     |
| циганська | 29             | 3,9%     |
| угорська  | 5              | 0,7%     |